# UEFA 유로 1976
1976년 UEFA 유럽 축구 선수권 대회(세르비아어: Европско првенство у фудбалу 1976, 크로아티아어: Europsko prvenstvo u nogometu 1976, 슬로베니아어: Evropsko prvenstvo v nogometu 1976, 마케도니아어: 1976 УЕФА Европското фудбалско првенство) 또는 UEFA 유로 1976(UEFA Euro 1976)은 유고슬라비아에서 열린 5번째 UEFA 유럽 축구 선수권 대회이다.
총 32개국이 예선에 참가하였으며, 이 중 4개 팀이 본선에 올랐다. 본선에 오른 팀들 중 유고슬라비아가 개최국으로 선정되었다. 다음 대회인 UEFA 유로 1980부터 참가국이 8개국으로 확대됨에 따라 이 대회가 마지막으로 본선에서 4개 팀이 참가한 대회가 됐다. 이 대회에서 모든 경기가 연장전을 거쳐 승부가 났다.
결승전에서 체코슬로바키아가 서독을 승부차기에서 5 – 3으로 이김에 따라 사상 첫 번째 우승을 차지하였다. 특히 체코슬로바키아의 5번째 승부차기 키커로 나섰던 안토닌 파넨카는 골키퍼를 완벽히 속이며 정면으로 가볍게 찍어 차넣어 체코슬로바키아가 우승을 차지하는 데에 기여했다. 여기서 파넨카 킥이라는 말이 만들어졌는데 강심장이 아니면 정말 차넣기 힘들다는 평가를 받고 있다.

## 예선

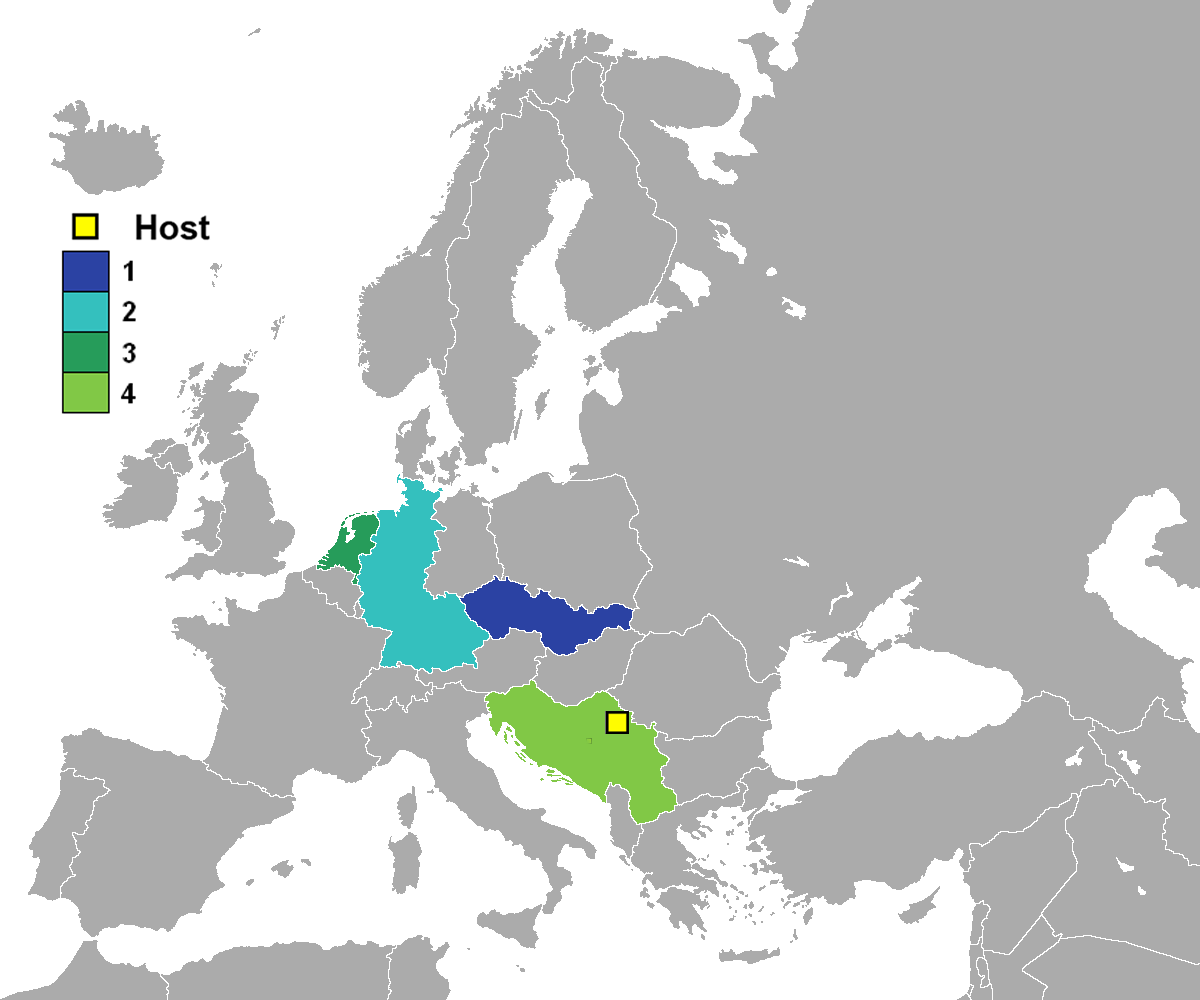
UEFA 유로 1976 본선 진출국

UEFA 유로 1976의 예선은 1974년부터 1976년에 거쳐 진행되었다. 8개의 그룹에 4개의 팀이 있었다. 경기는 홈 앤 어웨이 방식으로 치러졌으며, 승자에게는 승점 2점, 무승부는 1점, 패자에게는 0점이 주어지게 되었다. 최종전에서 승리한 4개 팀이 본선에 진출하였다.
| 팀                    | 본선 진출 경로            | 본선 진출 날짜  | 과거 출전 대회   |
| --------------------- | ------------------------- | --------------- | ---------------- |
| 체코슬로바키아        | 예선 최종 플레이오프 승자 | 1976년 5월 22일 | 1회 (1960)       |
| 네덜란드              | 예선 최종 플레이오프 승자 | 1976년 5월 22일 | 첫 출전          |
| 서독                  | 예선 최종 플레이오프 승자 | 1976년 5월 22일 | 1회 (1972)       |
| 유고슬라비아 (개최국) | 예선 최종 플레이오프 승자 | 1976년 5월 22일 | 2회 (1960, 1968) |

굵은 글씨는 우승한 대회를, 이탤릭체는 개최한 대회를 의미한다.

## 개최 도시 및 경기장
| 베오그라드                 | 자그레브          |
| -------------------------- | ----------------- |
| 스타디온 츠르베나 즈베즈다 | 스타디온 막시미르 |
| 수용인원: 54,000           | 수용인원: 45,000  |
|                            |                   |

## 경기 결과
- 모든 시간은 현지 시간을 기준으로 합니다. (UTC +1)

|  | 준결승전              | 준결승전 |                       |       | 결승전 | 결승전 |
|  |                       |          |                       |       |        |        |
|  | 6월 16일 - 자그레브   |          |                       |       |        |        |
|  |                       |          |                       |       |        |        |
|  | 네덜란드              | 1        |                       |       |        |        |
|  | 네덜란드              | 1        | 6월 20일 - 베오그라드 |       |        |        |
|  | 체코슬로바키아        | 3        |                       |       |        |        |
|  | 체코슬로바키아        | 3        | 체코슬로바키아        | 2 (5) |        |        |
|  | 6월 17일 - 베오그라드 |          | 체코슬로바키아        | 2 (5) |        |        |
|  |                       | 서독     | 2 (3)                 |       |        |        |
|  | 유고슬라비아          | 서독     | 2 (3)                 | 2     |        |        |
|  | 유고슬라비아          |          |                       | 2     |        |        |
|  | 서독                  | 4        |                       |       |        |        |
|  | 서독                  | 4        | 3위 결정전            |       |        |        |
|  |                       |          |                       |       |        |        |
|  | 6월 19일 - 자그레브   |          |                       |       |        |        |
|  |                       |          |                       |       |        |        |
|  | 네덜란드              | 3        |                       |       |        |        |
|  | 네덜란드              | 3        |                       |       |        |        |
|  | 유고슬라비아          | 2        |                       |       |        |        |

### 4강전
| 체코슬로바키아                           | 3 – 1 (연장) | 네덜란드              |
| ---------------------------------------- | ------------ | --------------------- |
| 온드루시 19′ · 네호다 114′ · 베셀리 118′ | 리포트       | 온드루시 77′ (자책골) |

| 유고슬라비아              | 2 – 4 (연장) | 서독                                 |
| ------------------------- | ------------ | ------------------------------------ |
| 포피보다 19′ · 자이치 30′ | 리포트       | 플로헤 64′ · D. 뮐러 82′, 115′, 119′ |

### 3·4위전
| 네덜란드                                | 3 – 2 (연장) | 유고슬라비아                |
| --------------------------------------- | ------------ | --------------------------- |
| 헤일스 27′, 107′ · 판 더 케르크호프 39′ | 리포트       | 카탈린스키 43′ · 자이치 82′ |

### 결승전
| 체코슬로바키아                                   | 2 – 2 (연장) | 서독                                |
| ------------------------------------------------ | ------------ | ----------------------------------- |
| 슈베힐리크 8′ · 도비아시 25′                     | 리포트       | D. 뮐러 28′ · 횔첸바인 89′          |
| 승부차기                                         |              |                                     |
| 마스니 · 네호다 · 온드루시 · 유르케미크 · 파넨카 | 5 – 3        | 본호프 · 플로헤 · 봉가르츠 · 회네스 |

## 우승
| UEFA 유로 1976 우승       |
| ------------------------- |
| 체코슬로바키아 1번째 우승 |

## 기록

### 득점자
4골
- 디터 뮐러

2골
- 드라간 자이치
- 뤼트 헤일스

1골
- 안톤 온드루시
- 즈데네크 네호다
- 프란티셰크 베셀리
- 얀 슈베힐리크
- 카롤 도비아시
- 다닐로 포피보다
- 요시프 카탈린스키
- 하인츠 플로헤
- 베른트 횔첸바인
- 빌리 판 더 케르크호프

자책골 (1골)
- 안톤 온드루시

### 최단 시간 골
8분:  얀 슈베힐리크 (체코슬로바키아 vs 서독)